# Schizocarpum pilosum
Schizocarpum pilosum är en gurkväxtart som beskrevs av Kearns. Schizocarpum pilosum ingår i släktet Schizocarpum och familjen gurkväxter. Inga underarter finns listade i Catalogue of Life.